# Hans Dirscherl
Hans Dirscherl (* 4. März 1889 in Kößing; † 16. April 1962 in Nürnberg) war ein deutscher Politiker (Wirtschaftspartei (WP), FDP).

## Leben und Beruf
Dirscherl, der römisch-katholischen Glaubens war, war Orthopädieschumachermeister von Beruf. Von 1945 bis 1955 war er Präsident der Handwerkskammer für Mittelfranken. 1948 wurde er der erste Vorsitzende des neugegründeten Bayerischen Handwerkstages. 

## Politik
1930 bis 1932 war Dirscherl Reichstagsabgeordneter für die Reichspartei des deutschen Mittelstandes.
Nach dem Zweiten Weltkrieg schloss sich Dirscherl 1949 der FDP an. Von 1947 bis 1955 war er als Vertreter des Handwerks Mitglied des Bayerischen Senats. Er gehörte dem Deutschen Bundestag in der ersten Legislaturperiode (1949–1953) an. Gemeinsam mit Richard Stücklen gehörte er zu den Vätern der Handwerksordnung, mit der – so der bayerische Wirtschaftsminister Dr. Hanns Seidel auf der Jahresversammlung des Bayerischen Handwerkstages 1953 in Passau –  „endlich die von den amerikanischen Besatzern aufgezwungene schrankenlose Gewerbefreiheit für das Handwerk aufgehoben“ sei.